# Zhang Yuqi

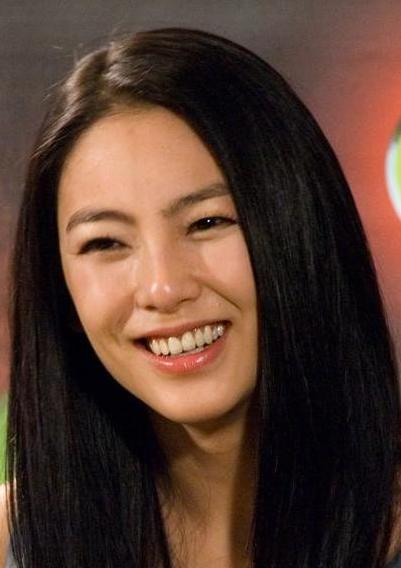
Zhang Yuqi (2008)

Zhang Yuqi (chinesisch 張雨綺 / 张雨绮, Pinyin Zhāng Yǔqǐ; * 8. August 1987 in Dezhou, Provinz Shandong), auch bekannt als Kitty Zhang Yuqi, ist eine chinesische Schauspielerin, Sängerin (X-Sister) und Fernsehmoderatorin. Ihre erste große Rolle hatte sie 2007 in Stephen Chows Film CJ7, der ihr große Medienaufmerksamkeit einbrachte und der Durchbruch für ihre Karriere als Schauspielerin war.

## Biografie
Zhang wurde in China in Shandong in der Stadt Dezhou geboren. Sie verließ Shandong im Alter von 15 Jahren, um in Shanghai eine Schauspielschule zu besuchen.
Ebenfalls 2007 erhielt sie eine unbedeutende Nebenrolle in dem Film The Longest Night in Shanghai. Stephen Chow entdeckte sie in einer Werbung für Kentucky Fried Chicken und wählte sie für die weibliche Hauptrolle in seinem Film CJ7. Die Rolle sicherte ihr große Medienaufmerksamkeit und aufgrund von Chows Angewohnheit, große Rollen mit neuen Schauspielern zu besetzen, bekam sie später auch andere Hauptrollen in seinen Filmen. Zhang wurde daher in chinesische Medien auch als „星女郎 Xīng nǚláng“ (etwa "Sing girls" oder "Star girls" – „Sing Yeh“ – 星爷,  xīng yé, Jyutping Sing1 Je4, kantonesisch Sing Yeh – ist ein bekannter Spitzname von Chow) genannt.
Nach CJ7 hatte Zhang eine Rolle in dem japanischen Film Shaolin Girl, der ebenfalls von Chow produziert wurde, und die Hauptrolle in dem chinesischen Film All About Women. Chow zog sie für den Film Dragonball Evolution in Betracht, aber die Rolle bekam letztendlich die amerikanische Schauspielerin Jamie Chung. Zhang trat auch in dem Film Jump von Stephen Fung auf.
Zhang erschien in der Elle (China) und anderen Magazinen. Im Juni 2009 war sie ein guest of honor bei der Montblanc Arts Patronage Awards Feier.

## Filmografie (Auswahl)
- 2007: The Longest Night in Shanghai (夜。上海)
- 2008: CJ7 (长江七号)
- 2008: Kung Fu Girl (少林少女)
- 2008: All About Women (女人不坏)
- 2009: Jump (跳出去)
- 2010: Here Comes Fortune (财神到)
- 2010: Curse of the Deserted (荒村公寓)
- 2011: The Butcher, the Chef and the Swordsman (刀见笑)
- 2012: Qian Xuesen (钱学森)
- 2012: Bai lu yuan (白鹿原)
- 2012: General’s Command (将令)
- 2014: Dearest (亲爱的)
- 2015: The Honey Enemy (情敌蜜月)
- 2016: The Mermaid (美人魚)
- 2016: Lost in the Pacific (蒸发太平洋)
- 2017: Come Across Love (不期而遇)
- 2017: Ice Fantasy Destiny (幻城凡世)
- 2017: The Golden Monk (降魔传)
- 2017: Legend of the Demon Cat (妖猫传)
- 2019: The Sexy Guys (最佳男友进化论)
- 2019: Behind the Scenes (幕后之王)
- 2021: My Country, My Parents (我和我的父辈)